# Iviers
Iviers est une commune française située dans le département de l'Aisne, en région Hauts-de-France.

## Géographie

### Localisation
Iviers est un village rural de la Thiérache dans le nord de l'Aisne, proche du département des Ardennes, situé à 16 km à vol d'oiseau au sud d'Hirson, 42 km à l'ouest de Charleville-Mézières, 33 km au nord-ouest de Rethel, 60 km au nord de Reims et 62 km à l'est de Saint-Quentin.
Le sentier de grande randonnée GR 122 passe au hameau de Cormeaux.
La commune se trouve dans la zone d'emploi de Laon et le bassin de vie d'Hirson

### Communes limitrophes
Les communes limitrophes sont  Aubenton, Beaumé, Besmont, Brunehamel, Coingt, Cuiry-lès-Iviers et Dohis.

### Géologie et relief
La superficie de la commune est de 7,45 km2 ; son altitude varie de 172  à   250 mètres.

## Hydrographie

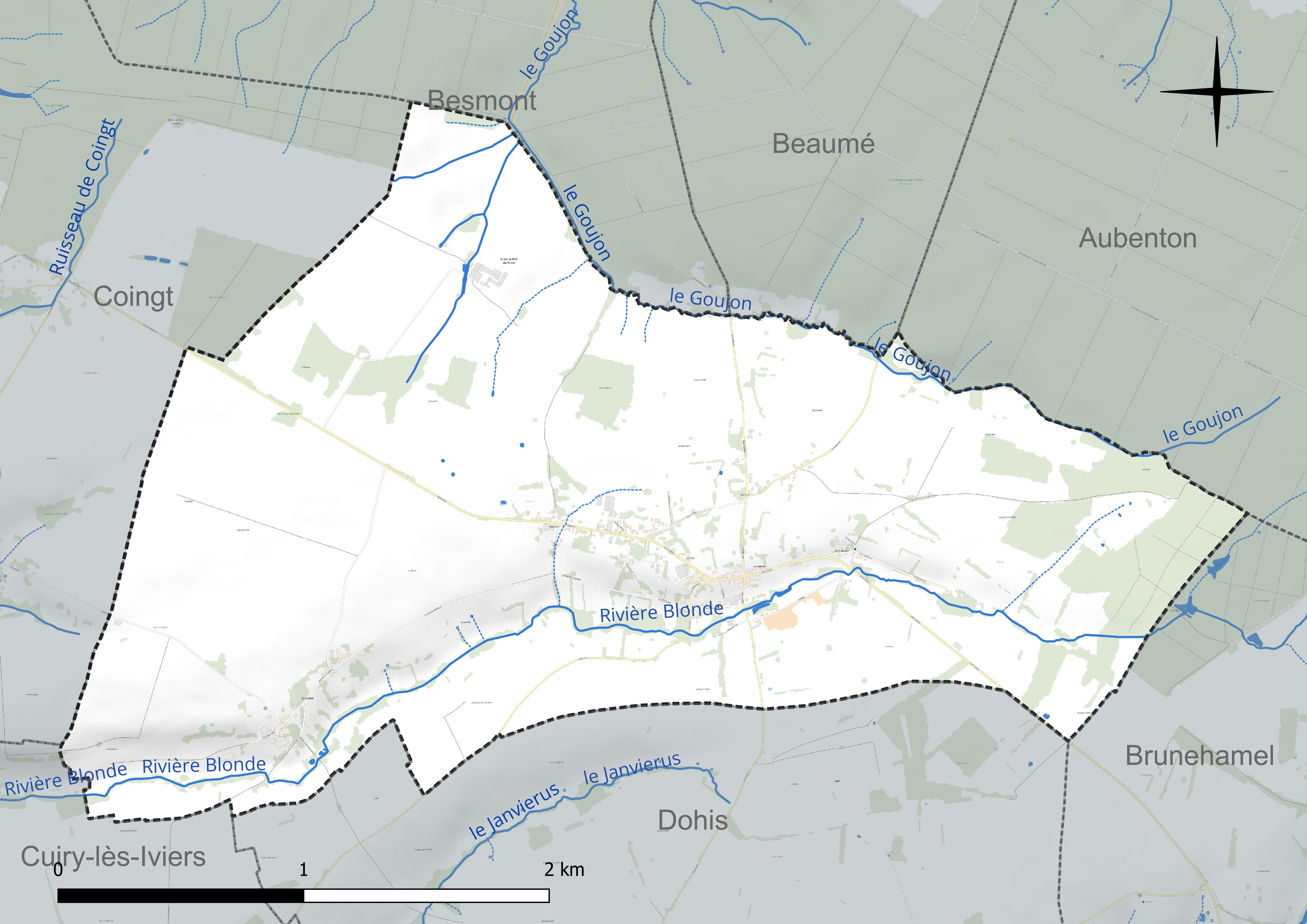
Carte hydrographique de la commune.

Le territoire de la commune est traversé d'est en ouest par le ruisseau La Blonde qui prend sa source à Brunehamel et qui va se jeter dans la Brune à Saint-Clément. Au  XIXe siècle, ce ruisseau alimentait le moulin à blé d'Iviers et celui du hameau de Corneaux.
C'est donc un sous-affluent du fleuve la Seine par l'Oise, la Serre et le Vilpion.

### Hydrographie
La commune est située dans le bassin Seine-Normandie. Elle est drainée par le Goujon, la rivière Blonde et le cours d'eau 05 de la commune de Iviers,,.
Le Goujon, d'une longueur de 13 km, prend sa source dans la commune de Aubenton et se jette  dans le Ton à Martigny, après avoir traversé cinq communes.

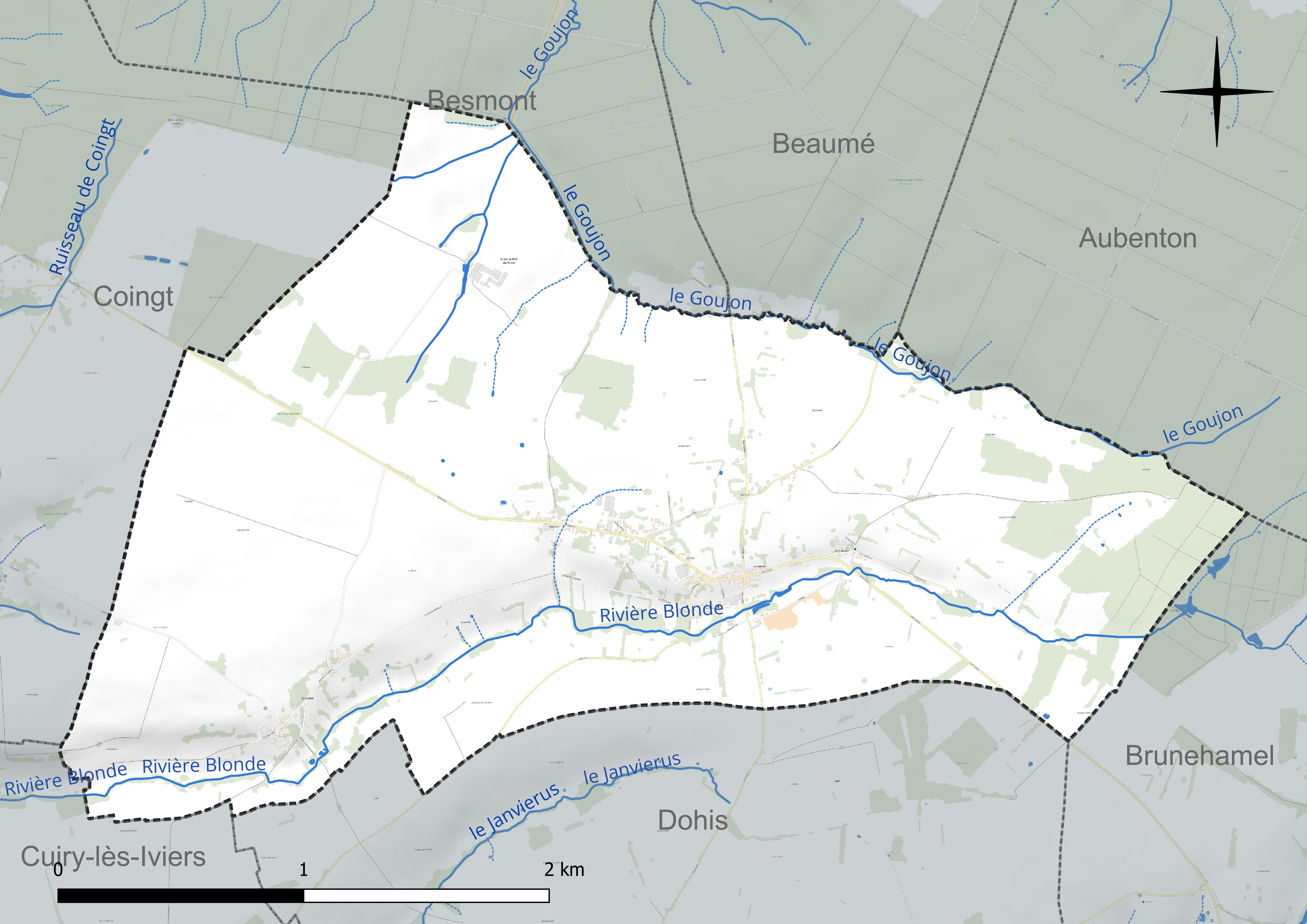
Réseau hydrographique d'Iviers.

### Climat
Pour des articles plus généraux, voir Climat des Hauts-de-France et Climat de l'Aisne.
En 2010, le climat de la commune est de type climat de montagne, selon une étude du CNRS s'appuyant sur une série de données couvrant la période 1971-2000. En 2020, Météo-France publie une typologie des climats de la France métropolitaine dans laquelle la commune est exposée à un climat océanique altéré et est dans la région climatique Nord-est du bassin Parisien, caractérisée par un ensoleillement médiocre, une pluviométrie moyenne régulièrement répartie au cours de l'année et un hiver froid (3 °C).
Pour la période 1971-2000, la température annuelle moyenne est de 9,3 °C, avec une amplitude thermique annuelle de 15,5 °C. Le cumul annuel moyen de précipitations est de 962 mm, avec 14 jours de précipitations en janvier et 9,9 jours en juillet. Pour la période 1991-2020, la température moyenne annuelle observée sur la station météorologique la plus proche, située sur la commune de Fontaine-lès-Vervins à 19 km à vol d'oiseau, est de 10,5 °C et le cumul annuel moyen de précipitations est de 826,3 mm,. Pour l'avenir, les paramètres climatiques de la commune estimés pour 2050 selon différents scénarios d'émission de gaz à effet de serre sont consultables sur un site dédié publié par Météo-France en novembre 2022.

## Urbanisme

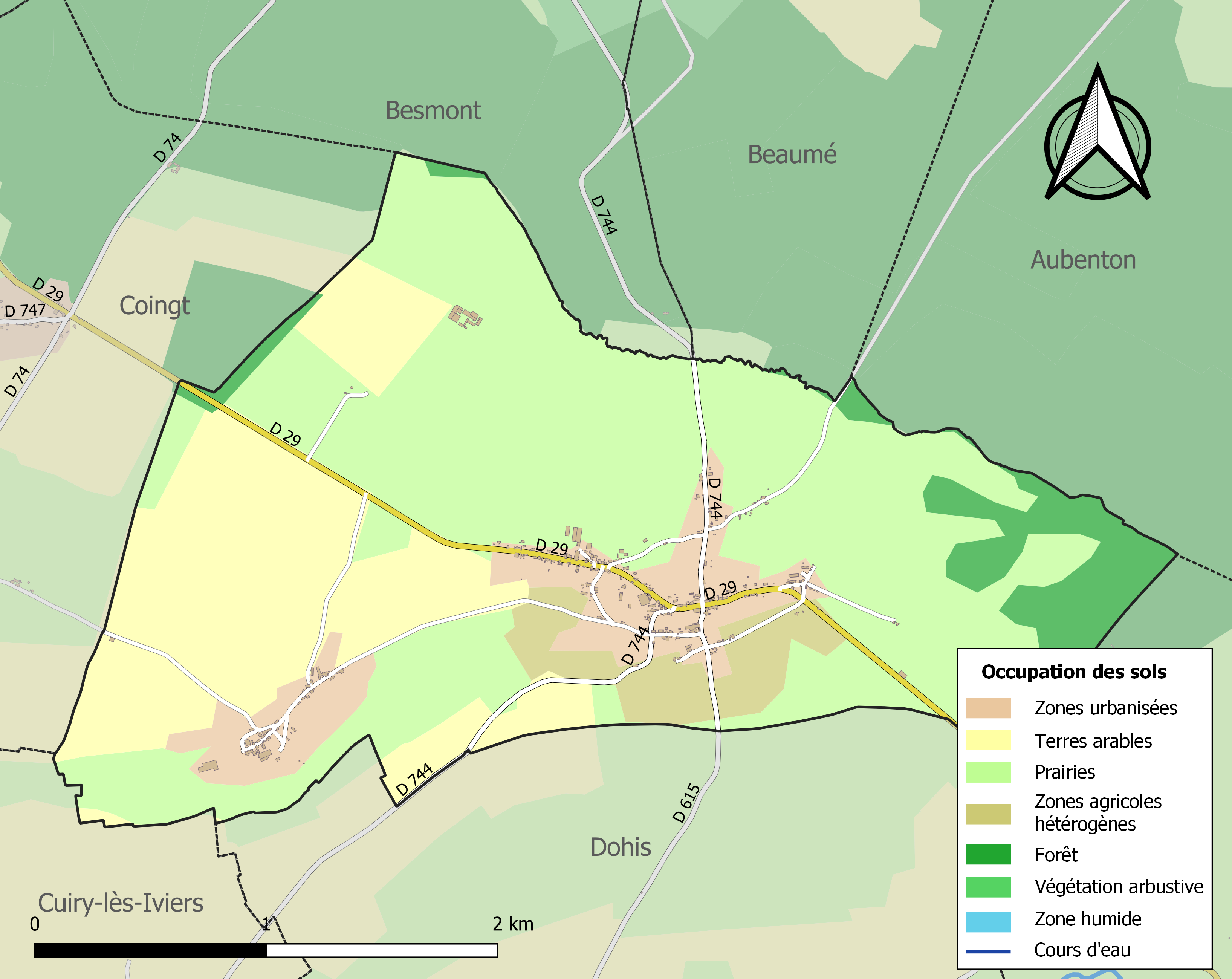
Carte de l'occupation des sols de la commune en 2018 (CLC).

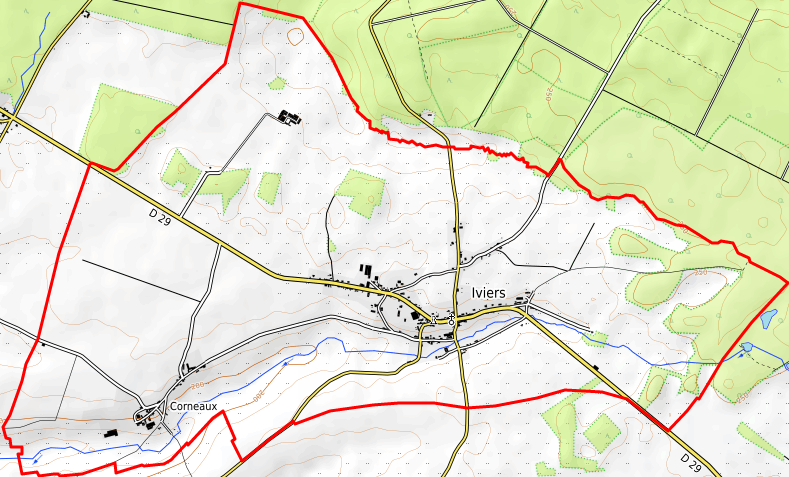
Carte topographique de la commune.

### Typologie
Au 1er janvier 2024, Iviers est catégorisée commune rurale à habitat dispersé, selon la nouvelle grille communale de densité à 7 niveaux définie par l'Insee en 2022.
Elle est située hors unité urbaine et hors attraction des villes,.

### Occupation des sols
L'occupation des sols de la commune, telle qu'elle ressort de la base de données européenne d'occupation biophysique des sols Corine Land Cover (CLC), est marquée par l'importance des territoires agricoles (82,6 % en 2018), une proportion identique à celle de 1990 (82,6 %). La répartition détaillée en 2018 est la suivante : 
prairies (52,9 %), terres arables (24,6 %), zones urbanisées (9,9 %), forêts (7,5 %), zones agricoles hétérogènes (5,1 %).
L'évolution de l'occupation des sols de la commune et de ses infrastructures peut être observée sur les différentes représentations cartographiques du territoire : la carte de Cassini (XVIIIe siècle), la carte d'état-major (1820-1866) et les cartes ou photos aériennes de l'IGN pour la période actuelle (1950 à aujourd'hui).

### Lieux-dits, hameaux et écarts
Corneaux et le Bois des Nuées sont des hameaux de la commune.

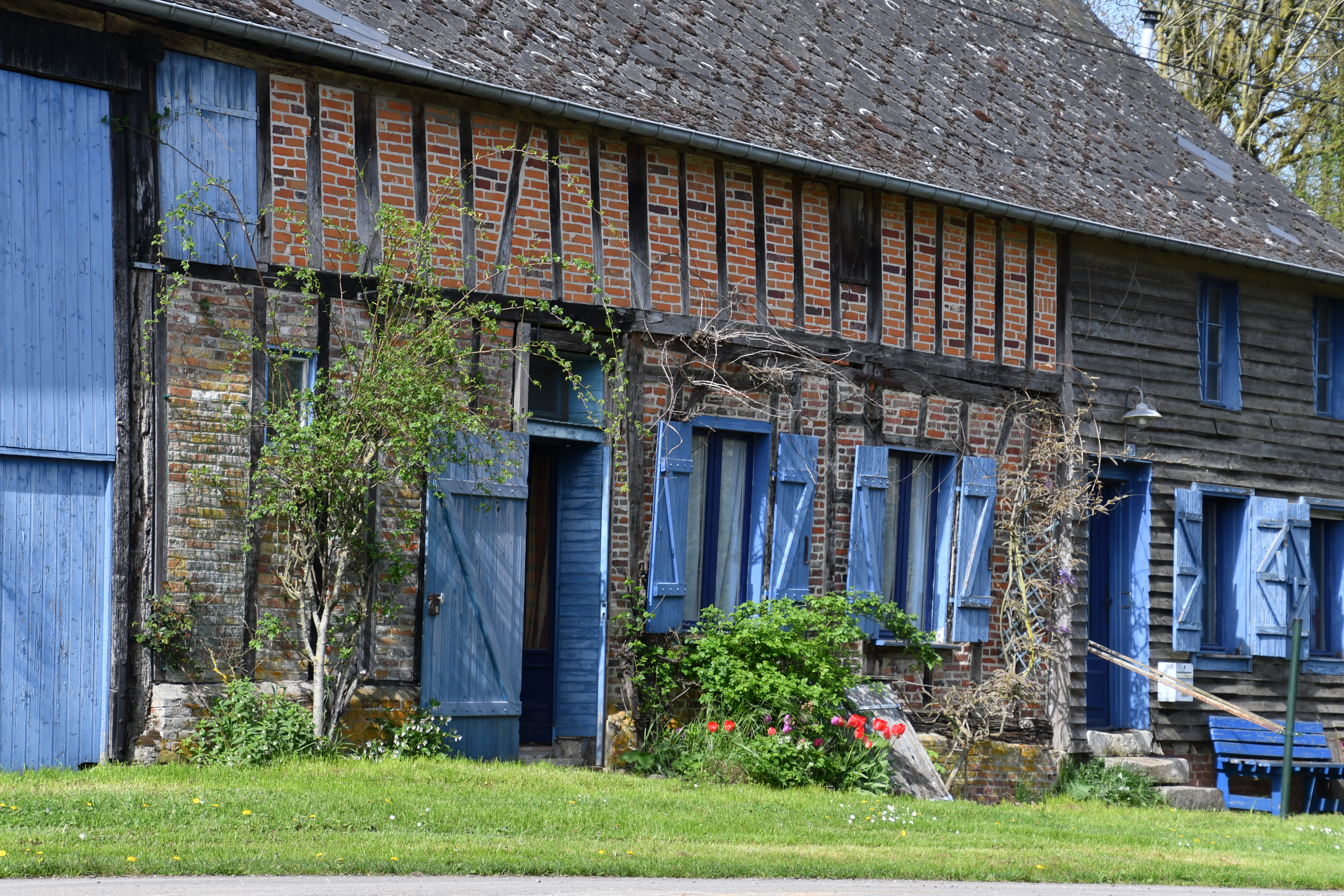
Maison à Corneaux.

### Habitat et logement
En 2020, le nombre total de logements dans la commune était de 125, alors qu'il était de 120 en 2015 et de 123 en 2010.
Parmi ces logements, 78,4 % étaient des résidences principales, 18,4 % des résidences secondaires et 3,2 % des logements vacants. Ces logements étaient  tous des maisons individuelles.
Le tableau ci-dessous présente la typologie des logements à Iviers en 2020 en comparaison avec celle de l'Aisne et de la France entière. Une caractéristique marquante du parc de logements est ainsi une proportion de résidences secondaires et logements occasionnels (18,4 %) supérieure à celle du département (3,4 %) et à celle de la France entière (9,7 %).
| Typologie                                               | Iviers | Aisne | France entière |
| ------------------------------------------------------- | ------ | ----- | -------------- |
| Résidences principales (en %)                           | 78,4   | 86,6  | 82,1           |
| Résidences secondaires et logements occasionnels (en %) | 18,4   | 3,4   | 9,7            |
| Logements vacants (en %)                                | 3,2    | 10,1  | 8,2            |

## Toponymie

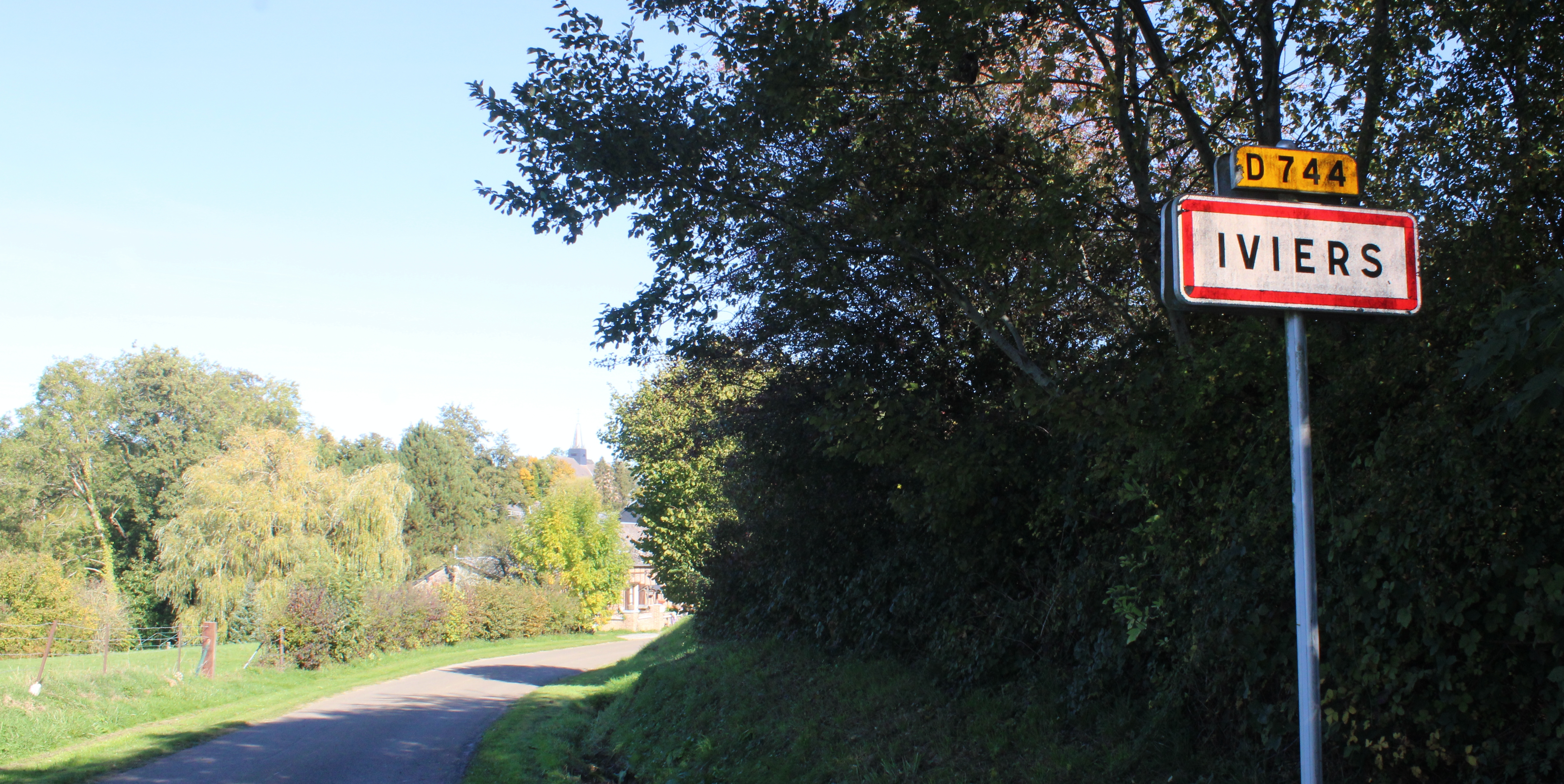

Le nom de la localité est attesté sous les formes Yviers en 1161 ; Yvier en 1568 (archives de la ville de Laon) ; Yviers en Thiérasse, Ivier en Tiérace, Ivier, Yviers ; Iviez  au XVIIIe siècle (carte de Cassini) ; Iviers' au XVIIIe siècle.
Origine incertaine. Au XIIe siècle une iverie était un haras, de l'ancien français ive « jument », issu du latin equa, féminin de equus « cheval ». Peut-être d'un nom de personne germanique Ib-hari pris absolument ou encore variante d'évier au sens ancien d'« égout pour l'écoulement des eaux usées » ou « petit canal », issu du latin vulgaire aquarium selon une suggestion de Marie-Thérèse Morlet.

## Histoire

### Moyen Âge
La terre d'Iviers est donnée en 1126, à l'abbaye de Cuissy, avec Iverol, par Wiard de Hétry et sa femme Béatrix, sœur de Goswin, châtelain de Pierre-Pont. Elle passe ensuite à l'abbaye de Montreuil-les-Dames, qui la posséde encore au moment de la Révolution.[réf. nécessaire]

### Temps modernes

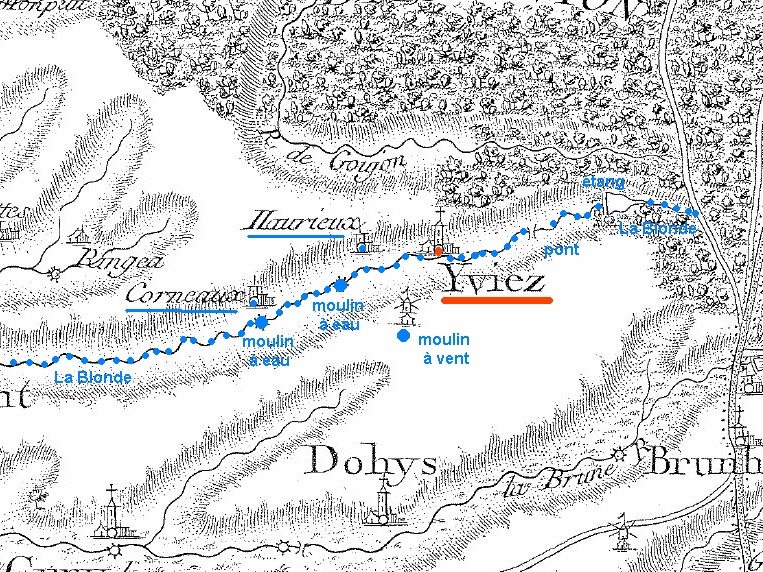
Carte de Cassini du secteur
(vers 1750).

La carte de Cassini ci-contre montre qu'au milieu du XVIIIe siècle, Iviers, qui s'écrivait Yviez  était une paroisse située sur la rive droite du ruisseau La Blonde Ce ruisseau alimentait deux moulins à eau.
Les hameaux de Corneaux et Haurieux existent encore de nos jours.
Au sud,  un moulin à vent en bois aujourd'hui disparu était en activité à cette époque.
Le village était alors beaucoup plus peuplé qu'aujourd'hui (600 habitants contre 225 en 2019).
Sur les registres paroissiaux de la commune des années 1669 et 1670 sont notés les professiosns suivantes des hommes: manouvrier (16 fois), tisserand (6), laboureur (6), berger (2), cloutier (2), taillandier (2), puis marchand, armurier, forestier, bourrelier et sergent des bois.
Iviers est un village de l'ancienne Thiérache, situé dans une plaine élevée et accidentée, à 50 kilomètres au nord de la ville de Laon et 20 kilomètres au sud-est de la petite ville de Vervins, autrefois de l'intendance de la ville de Soissons, des bailliage, élection et diocèse de Laon, aujourd'hui du canton d'Aubenton, arrondissement de Vervins, diocèse de Soissons.

### Époque contemporaine

Iviers au tout début du XXe siècle
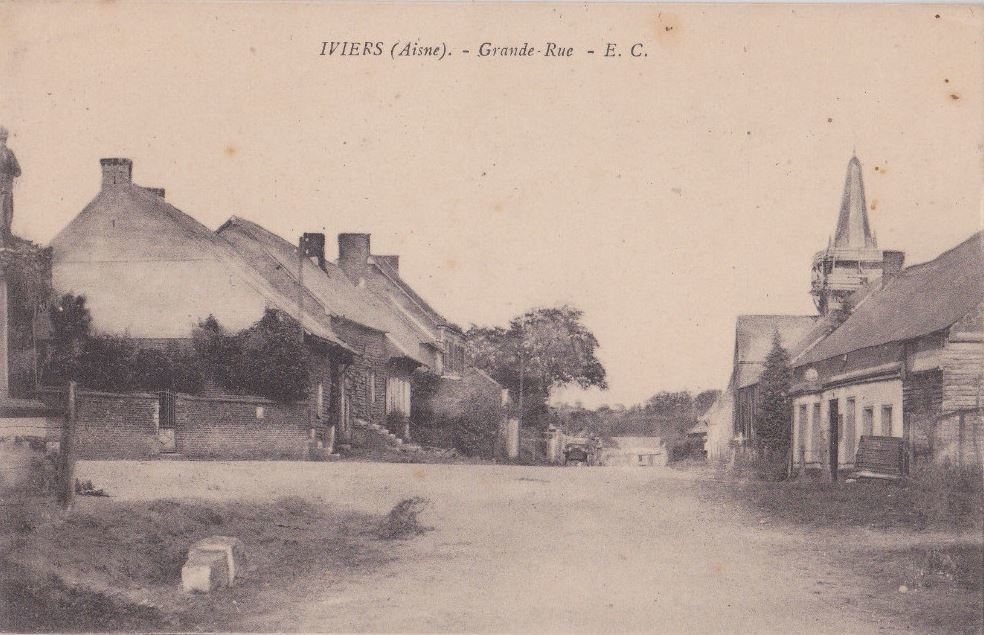
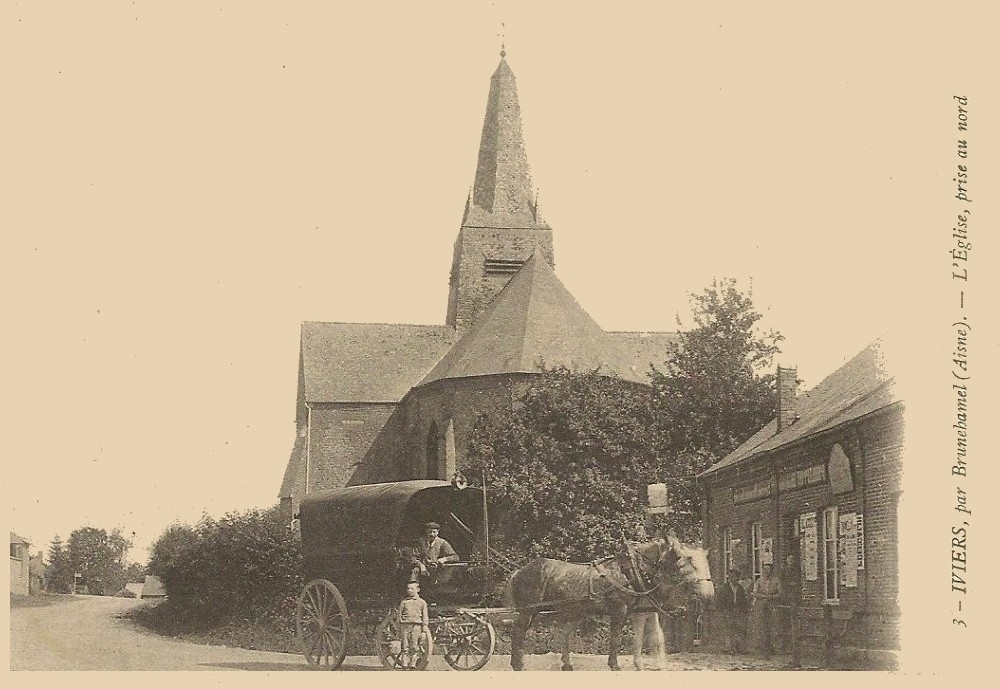
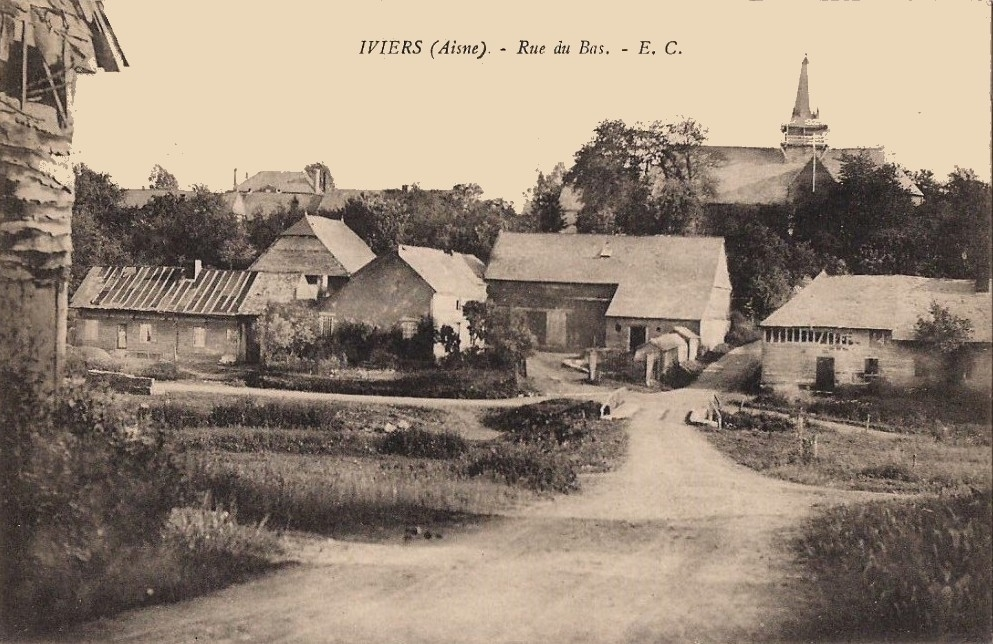
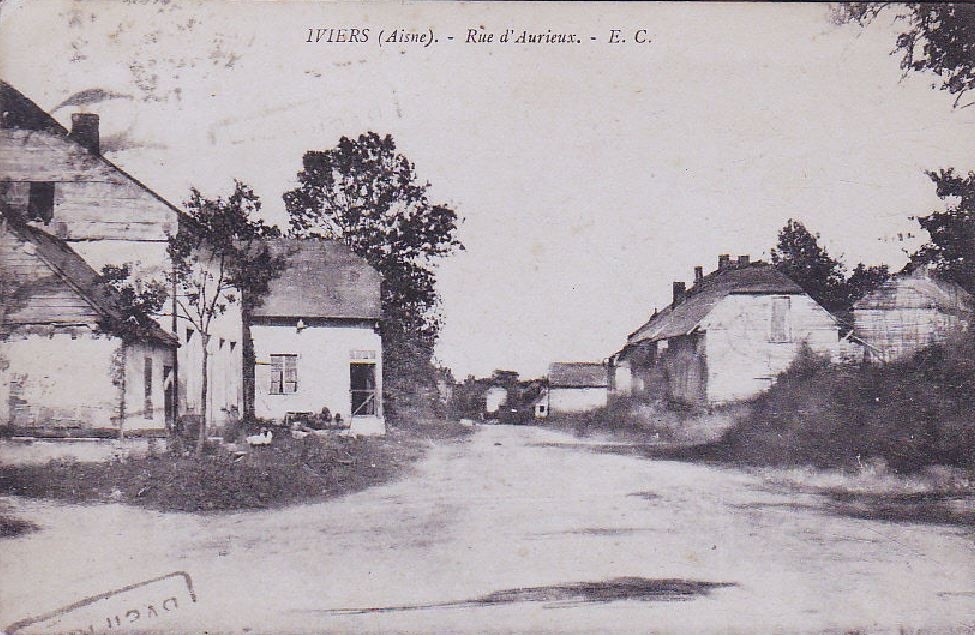

Dans la nuit du 27 au 28 août 1914, en pleine retraite française, le colonel Philippe Pétain qui occupe le presbytère du village, reçoit une notification du Grand Quartier général l'informant de sa nomination au grade de général de brigade. Deux jours plus tard, il reçoit le commandement de la 6e division d'infanterie puis se retire avec ses troupes au-delà de l'Aisne pour en interdire le passage à l'envahisseur[réf. nécessaire].

## Politique et administration

### Rattachements administratifs et électoraux

#### Rattachements administratifs
La commune se trouve dans l'arrondissement de Vervins du département de l'Aisne.
Elle faisait partie depuis 1793 du canton d'Aubenton. Dans le cadre du redécoupage cantonal de 2014 en France, cette circonscription administrative territoriale a disparu, et le canton n'est plus qu'une circonscription électorale.

#### Rattachements électoraux
Pour les élections départementales, la commune fait partie depuis 2014 du canton d'Hirson.
Pour l'élection des députés, elle fait partie de la troisième circonscription de l'Aisnedepuis le dernier découpage électoral de 2010.

### Intercommunalité
Iviers est membre de la communauté de communes des Trois Rivières, un établissement public de coopération intercommunale (EPCI) à fiscalité propre créé fin 1995 et auquel la commune a transféré un certain nombre de ses compétences, dans les conditions déterminées par le code général des collectivités territoriales.

### Liste des maires
| Période                                  | Période                        | Identité                       | Étiquette | Qualité                                        |
| ---------------------------------------- | ------------------------------ | ------------------------------ | --------- | ---------------------------------------------- |
| Les données manquantes sont à compléter. |                                |                                |           |                                                |
| 1790                                     |                                | Jean-Baptiste Valtier          |           |                                                |
| 1791                                     |                                | Philippe Guiot                 |           |                                                |
| 1792                                     | 1794                           | Jacques-Joseph Caron           |           |                                                |
| 1795                                     | 1798                           | Jean-Baptiste Valtier          |           |                                                |
| An VI                                    | An XI                          | Jean-Baptiste Picard           |           |                                                |
| An XI                                    | 1806                           | Pierre Guerbet                 |           |                                                |
| 1806                                     | 1813                           | Jean-Baptiste Picard           |           |                                                |
| 1813                                     | 1819                           | Jean-Nicolas Thiébault         |           |                                                |
| 1819                                     | 1830                           | Pierre Dez                     |           |                                                |
| 1830                                     | 1836                           | Jean Cheyer                    |           |                                                |
| 1836                                     | 1838                           | Jean-Baptiste Legros           |           |                                                |
| 1836                                     | 1842                           | Félix Thiébault                |           |                                                |
| 1842                                     | 1843                           | Joseph Legros                  |           | Conseiller municipal faisant fonction de maire |
| 1843                                     | 1847                           | Étienne Marie Joseph Prudhomme |           |                                                |
| 1848                                     | 1853                           | Pierre-Louis Huet              |           |                                                |
| 1855                                     | 1860                           | Désiré François Joseph Doré    |           |                                                |
| 1860                                     | 1871                           | Pierre-Louis Huet              |           |                                                |
| 1871                                     | 1874                           | Jean-Nicolas Jacquet           |           |                                                |
| 1874                                     | 1884                           | Théodore Chappelard            |           |                                                |
| 1884                                     | 1885                           | Paul-Charles Codos             |           |                                                |
| 1885                                     | 1896                           | Alphonse Lerouge               |           |                                                |
| 1896                                     |                                | Isidore Maupetit               |           |                                                |
|                                          |                                |                                |           |                                                |
| mars 2001                                | avril 2014                     | Gérard Manteau                 | PS        |                                                |
| 6 avril 2014                             | août 2023                      | Guy Wauthier                   | SE        | Retraité de l'enseignement Démissionnaire      |
| août 2023                                | En cours (au 30 novembre 2023) | Laurent Demonceaux             |           | Professeur ou profession scientifique          |

## Population et société

### Démographie
L'évolution du nombre d'habitants est connue à travers les recensements de la population effectués dans la commune depuis 1793. Pour les communes de moins de 10 000 habitants, une enquête de recensement portant sur toute la population est réalisée tous les cinq ans, les populations de référence des années intermédiaires étant quant à elles estimées par interpolation ou extrapolation. Pour la commune, le premier recensement exhaustif entrant dans le cadre du nouveau dispositif a été réalisé en 2005.

En 2022, la commune comptait 219 habitants, en évolution de −3,95 % par rapport à 2016 (Aisne : −1,97 %, France hors Mayotte : +2,11 %).
| 1793 | 1800  | 1806 | 1821 | 1831  | 1836  | 1841  | 1846  | 1851  |
| ---- | ----- | ---- | ---- | ----- | ----- | ----- | ----- | ----- |
| 803  | 1 010 | 935  | 955  | 1 062 | 1 140 | 1 140 | 1 116 | 1 075 |

| 1856  | 1861  | 1866  | 1872 | 1876 | 1881 | 1886 | 1891 | 1896 |
| ----- | ----- | ----- | ---- | ---- | ---- | ---- | ---- | ---- |
| 1 004 | 1 008 | 1 018 | 961  | 942  | 898  | 872  | 752  | 719  |

| 1901 | 1906 | 1911 | 1921 | 1926 | 1931 | 1936 | 1946 | 1954 |
| ---- | ---- | ---- | ---- | ---- | ---- | ---- | ---- | ---- |
| 700  | 608  | 599  | 513  | 449  | 420  | 372  | 319  | 310  |

| 1962 | 1968 | 1975 | 1982 | 1990 | 1999 | 2005 | 2006 | 2010 |
| ---- | ---- | ---- | ---- | ---- | ---- | ---- | ---- | ---- |
| 285  | 265  | 228  | 210  | 195  | 172  | 168  | 168  | 210  |

| 2015 | 2020 | 2022 | - | - | - | - | - | - |
| ---- | ---- | ---- | - | - | - | - | - | - |
| 223  | 221  | 219  | - | - | - | - | - | - |

## Culture locale et patrimoine

### Lieux et monuments
- Église Sainte-Marie-Madeleine, comprenat des parties du XIIIe siècle, du XVIIe siècle et du XIXe siècle[28].
- Vestiges de la Chapelle Saint-Joseph à Corneaux, de 1869[29].
- Maison de maître de la fin du XIXe siècle, 9 rue Paul-Codos[30].
- Maison de notaire, 11 rue Paul-Codos, de la fin du XIXe siècle[31].
- Ancien presbytère, 17 rue Paul-Codos, de 1868[32].
- Ferme du XIXe siècle au Bois des Nuées[33].
- Fosse commune de 24 soldats de la guerre 1914-1918.
- Monument aux morts.
- Monument à la mémoire de Paul Codos.
- Croix de chemin de 1882 et 1909 donnée par Peuchrin-Lefèvre, rue Paul-Codos[34].

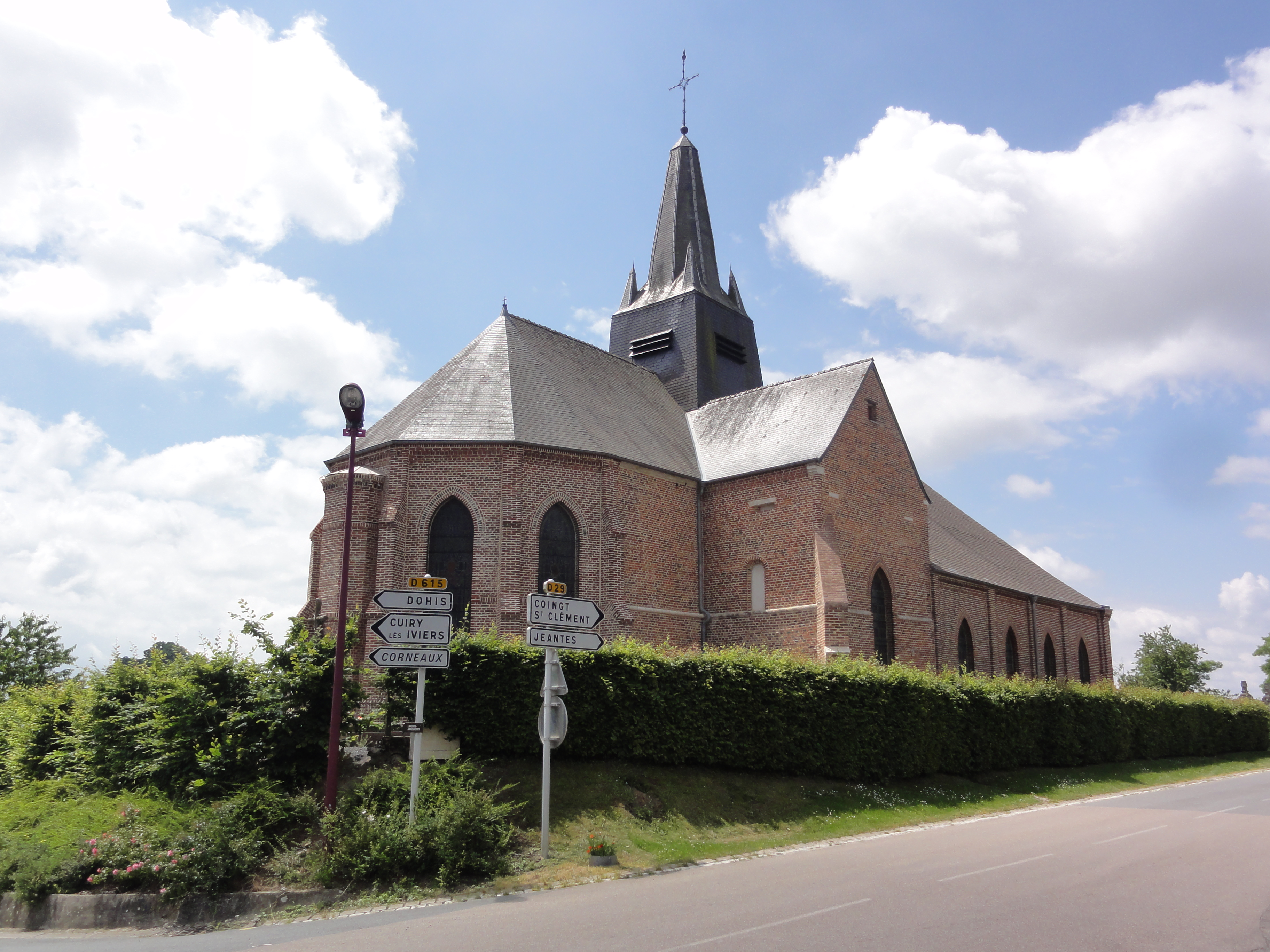
Église Sainte-Marie-Madeleine.
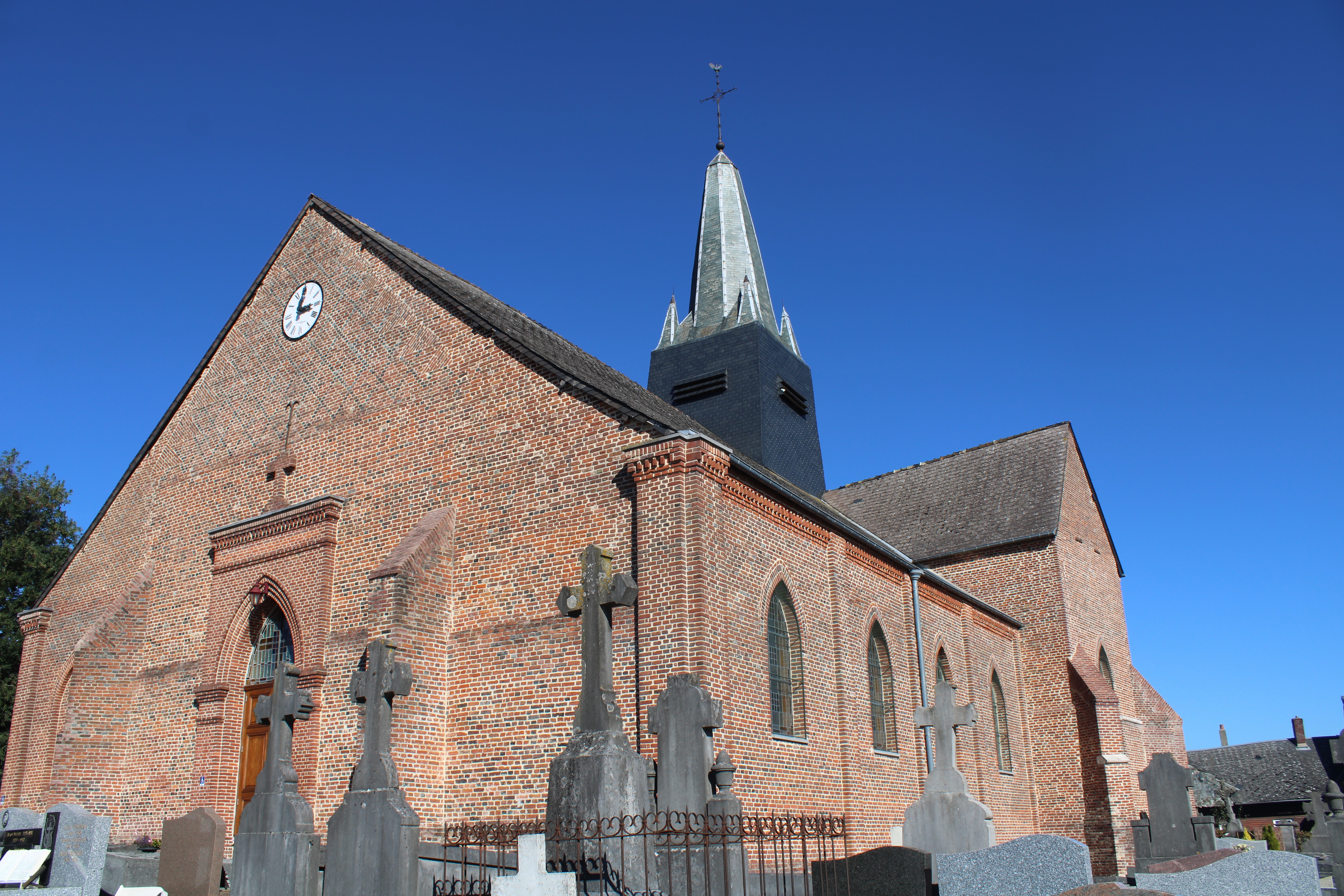
L'église et le cimetière.
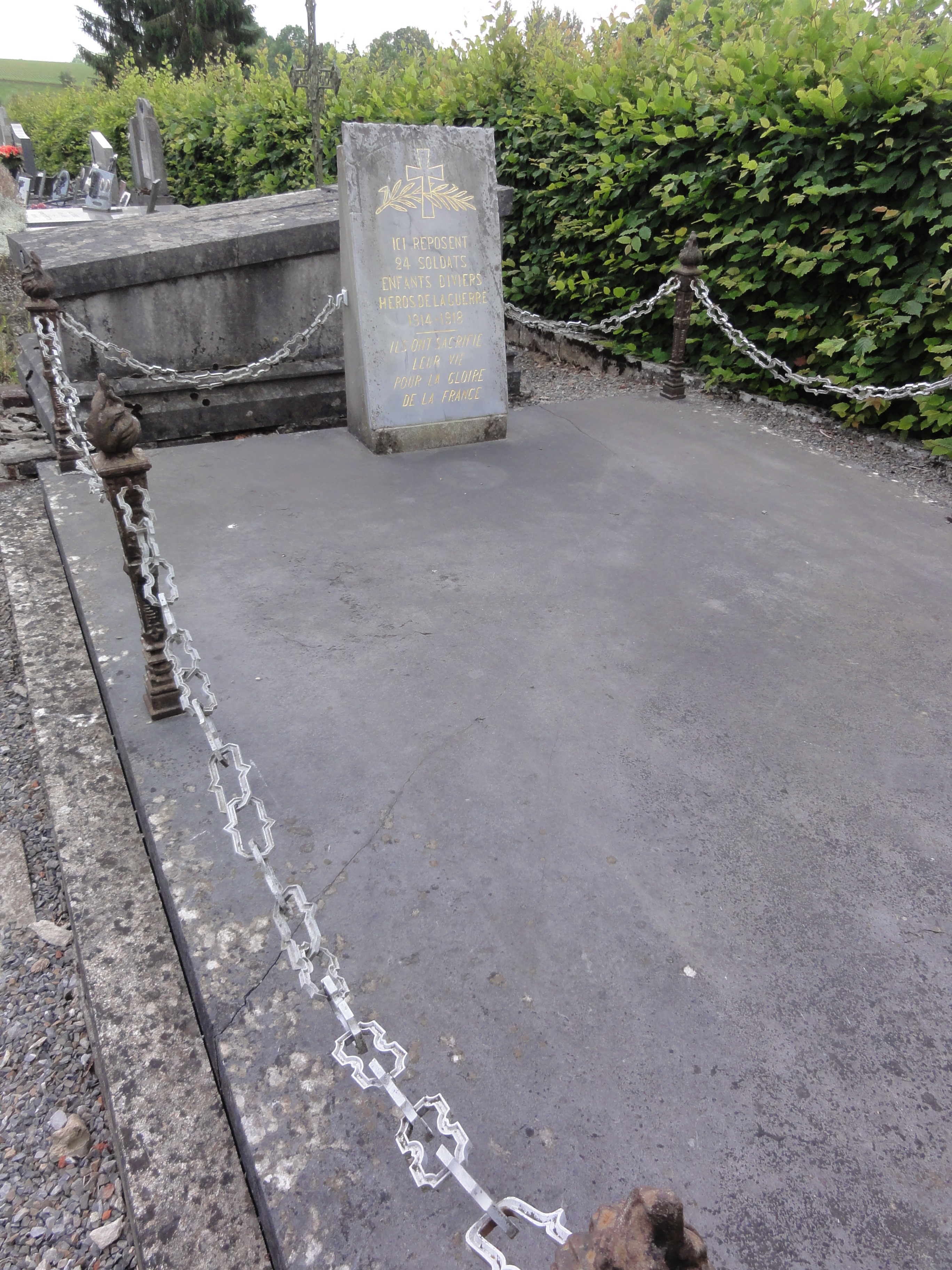
Fosse commune de 24 soldats.
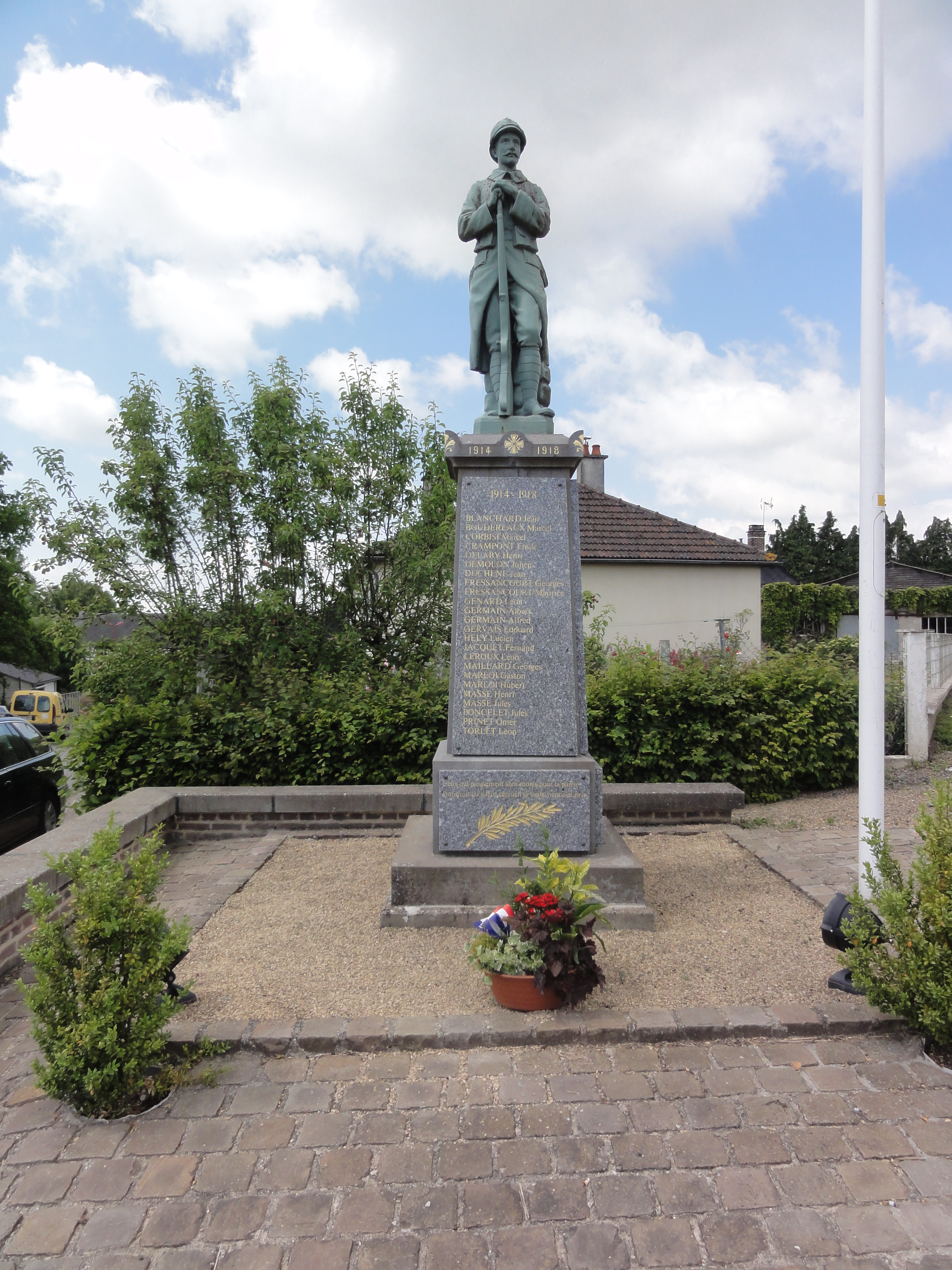
Monument aux morts.
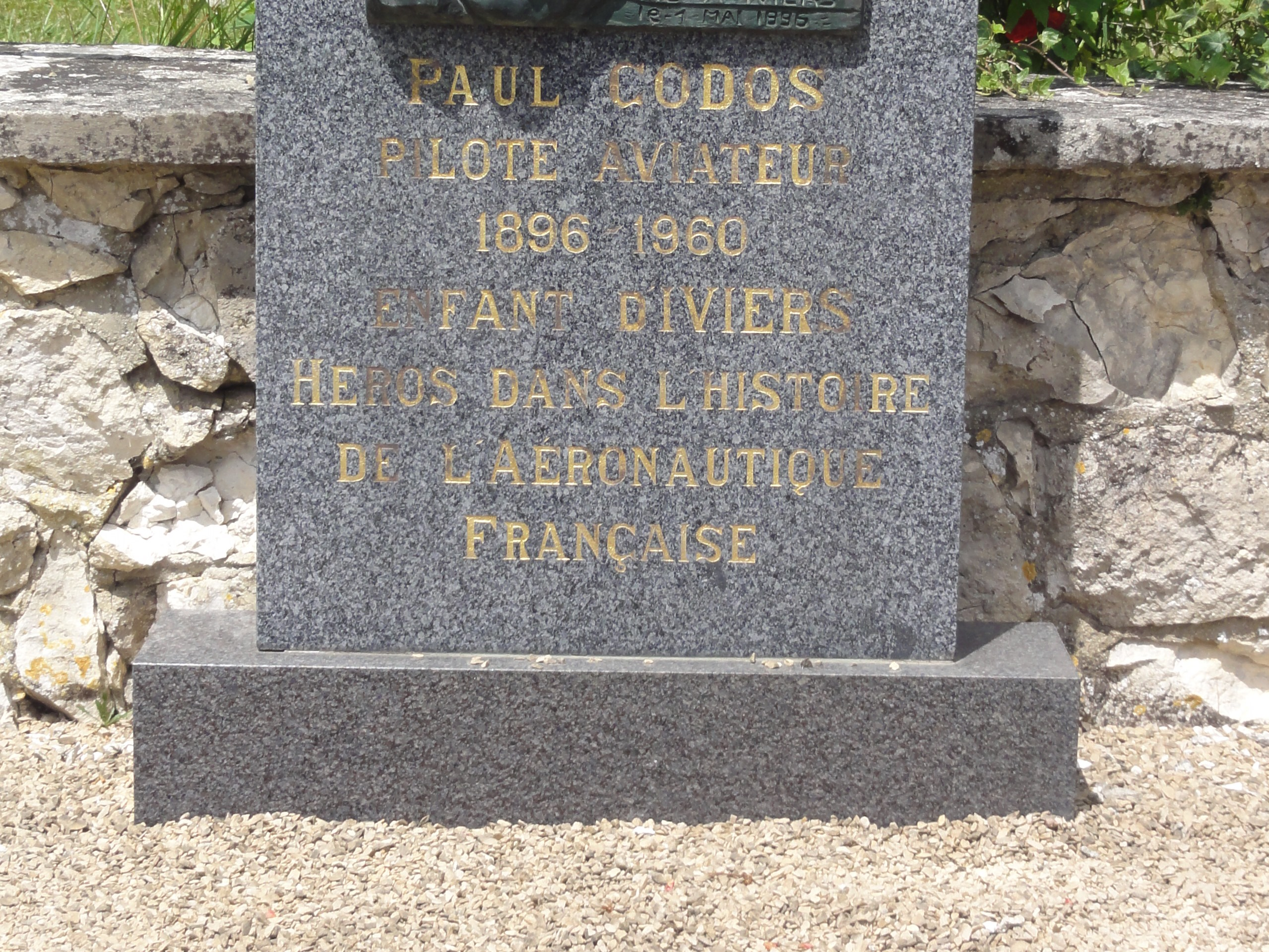
Monument Paul Codos.

### Personnalités liées à la commune

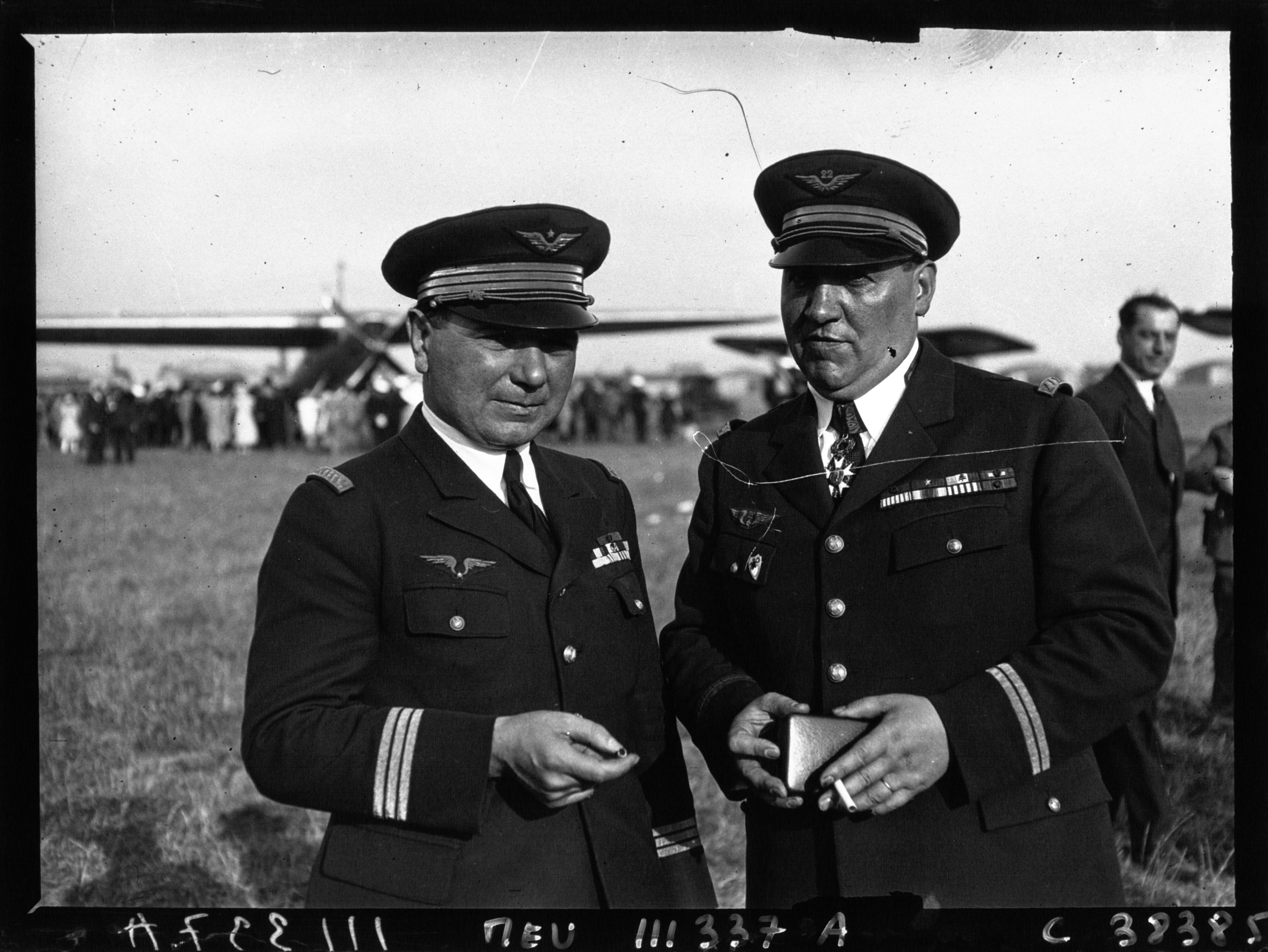
Arrivée de Codos et Rossi au Bourget (4 juillet 1934).

- Paul Codos, aviateur (1896-1960), y est né. 
Typographe à La gazette de la Thiérache en 1913, il s'engage en 1914 comme volontaire dans l'artillerie, et passe ensuite dans l'aviation, au mois de novembre 1917. 
En 1926, il fait une série de vols de nuit, et, en 1929, avec Costes, il bat le record du monde de distance. 
Il bat avec Rossi le record international de distance en ligne brisée, entre New York et Rayak, du 5 au  7 août 1933, soit 9 106 kilomètres en cinquante-cinq heures et vingt-neuf minutes. Ce nouveau record lui valut d'être reçu en grande pompe à Hirson le 29 octobre 1933 où sa mère et sa sœur Thérèse résidaient. 
Il finit comme inspecteur général d'Air France, en l'année 1938, qu'il quitte en 1950. Il prit sa retraite en 1958, après 7 000 heures de vol.
La rue principale de la commune porte son nom.

### Héraldique
| Blason de Iviers | Blason  | Écartelé : au 1er de gueules à la tête de cheval coupée d'argent, au 2e d'azur à deux fasces ondées d'or, au 3e d'azur à l'aéroplane d'or posé en pal, au 4e de gueules au vase à parfum d'argent. |
| Blason de Iviers | Détails | Le statut officiel du blason reste à déterminer. |